# جبريل لوبيز
جبريل لوبيز (بالإسبانية: Gabriel López)‏ (24 أغسطس 1983 في الأوروغواي - ) هو لاعب كرة قدم أوروغواني في مركز الهجوم. لعب مع التانك سيلي.

## وصلات خارجية
- جبريل لوبيز على موقع قاعدة بيانات كرة القدم.إي يو (الإنجليزية)
- جبريل لوبيز على موقع Soccerway.com (الإنجليزية)